# 倉地平左衛門
倉地 平左衛門（くらち へいざえもん）は、戦国時代から安土桃山時代にかけての武士。

## 略歴
三河国額田郡米河内の領主であったといい、同郡岡崎城主の松平氏（徳川氏）に仕えた。倉地氏の出自については京極氏の支族・鞍智氏の一族とする説がある。
永禄6年（1563年）三河一向一揆が蜂起すると平左衛門は一揆方に与し、戸田忠次・矢田作十郎らとともに佐々木上宮寺に入って松平氏に反した。天正3年（1575年）岡崎城士・大賀弥四郎らの武田氏内通が発覚したが、平左衛門は首謀者の一人だった。この謀反が露見するや平左衛門は逃走したが、今村勝長・大岡清勝によって討ち取られた。